# Erin (New York, statisztikai település)
Erin statisztikai település az USA New York államában, Chemung megyében. Lakosainak száma 367 fő (2020. április 1.).

## Népesség
A település népességének változása:

| 2010 | 483 |
| 2020 | 367 |